# Смирнов, Андрей Александрович (музыкант)
Андре́й Алекса́ндрович Смирно́в (род. 31 декабря 1983, Руза) — российский рок-музыкант, гитарист, композитор, певец .

## Биография
Андрей Смирнов родился 31 декабря 1983 года в городе Рузе Московской области. C 12 лет заинтересовался рок-музыкой, играл во многих школьных ансамблях, с 15 лет организовал группу «Детонатор», которую в 2001 году переименовал в «Everlost».
В 2002 году вышло первое демо «Everlost» под названием «Suicidal Instincts», материал которого представлял собой смесь скандинавского мелодичного death-metal с агрессивным металлом флоридской школы.
В феврале 2003 года стал участником пауэр-метал-группы «Shadow Host». В составе группы записал альбом «Curse of the Angeleye». 31 мая 2007 года ушёл из группы.
27 марта 2004 года вышел дебютный альбом «Everlost» — «Bitterness оf тhe Triumph» на лейбле Soyuz/Metalagen. Коллектив участвовал в гастрольном туре совместно с польскими дэт-металлистами «Vader».
В 2005 году закончил Российский государственный гуманитарный университет. Защитил дипломную работу на тему «Heavy Metal в России в 90-е годы XX века: формирование музыкального канона».
30 октября 2006 года на лейбле CD-Maximum был издан второй альбом под названием «Noise Factory». Диск был записан при участии экс-вокалиста группы «Эпидемия» Максима Самосвата.
В 2007 году принял участие в создании альбома «Эпидемии» «Эльфийская рукопись: Сказание на все времена», записав гостевое соло на композицию «Без сердца и души».
В 2008 году стал участником группы «Мастер», в составе которой записал альбом «VIII», а также отыграл большое количество концертов, среди них было значимое мероприятие — 25-летие группы «Ария» в «Олимпийском». В 2011 году заявил об уходе из группы.
16 февраля 2009 года вышел третий номерной альбом «Everlost» — «Эклектика».
В 2009 году Смирнов принял участие в работе над альбомом «Дорога домой» группы «Эпидемия» и в создании проекта «Margenta» — «Династия Посвящённых: Дети Савонаролы».
Летом 2010 года совместно с Максимом Самосватом (экс-«Эпидемия») сделал аранжировку на композицию «Игра с огнём» группы «Ария» для трибьют-альбома «A Tribute to Ария. XXV».
в 2010 году выступил как сессионный гитарист с группой «Эпидемия», заменяя гитариста Юрия Мелисова.
В апреле 2010 года Смирнов принял участие в юбилейном туре Пола Ди’Анно (экс-«Iron Maiden») в качестве гитариста его группы на время концертов в России и странах СНГ, приуроченного к тридцатилетию альбома группы «Iron Maiden».
В 2011 году вместе с Артуром Беркутом сотрудничал с группой «Trust X», для которой Смирнов записал гитарное соло к песне «Погасшее солнце», а Беркут исполнил вокальные партии дуэтом с постоянным вокалистом.
17 сентября 2011 вышел четвёртый альбом Everlost под названием «Путь непокорных».
3 ноября принял участие в продолжении проекта Маргариты Пушкиной «Династия посвящённых 3».
С 21 ноября по 7 декабря 2011 года вместе с российскими рок-музыкантами отправился в тур по России с итальянским певцом Робертино Лоретти.
25 ноября стало известно, что Смирнов на время совместного турне в России двух вокалистов «Iron Maiden» Пола Ди’Анно и Блэйза Бэйли будет в составе аккомпанирующего коллектива.
9 января 2012 года на сайте «Mastersland.com» были подведены музыкальные итоги 2011 года, как и год назад, Смирнов стал по опросу пользователей портала музыкантом года (отечественный исполнитель).
10 февраля] вышла первая часть нового сингла группы «Everlost» — «Плавится воздух».
23 февраля 2012 года вышел сольный альбом Смирнова Adrenaline и на сайте «Mastersland.com». В записи альбома приняли участие Олег Ховрин (группа Сергея Скачкова при НП ЦДЮТ «Земляне»), Артур Беркут (экс-«Ария»), Вячеслав Синчук («Галактика»), Александр Грата («Grata»), Вячеслав Молчанов («Кипелов»), Николай Коршунов, Алексей Балабанов.
11 марта 2012 года вышла вторая часть сингла «Everlost» — "Плавится воздух" в симфонической аранжировке.

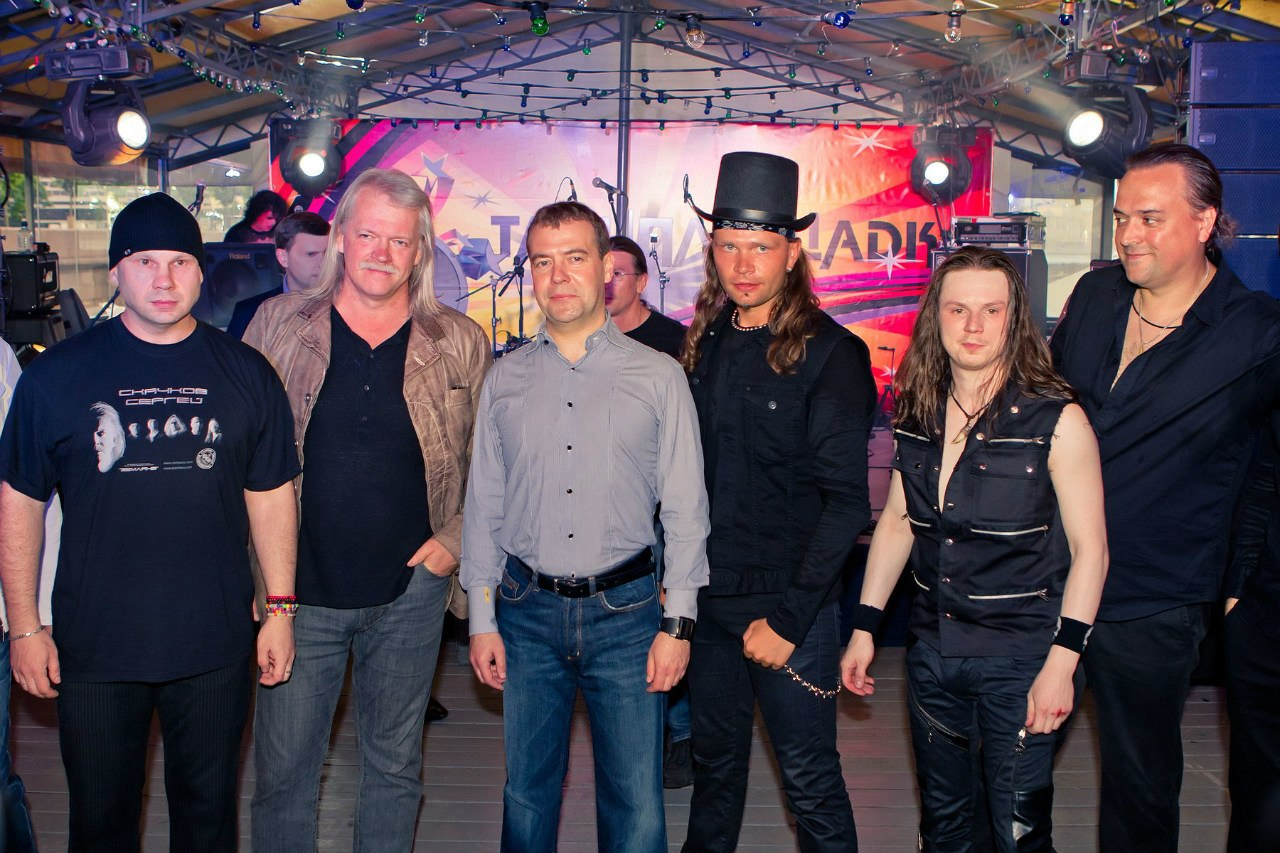
Андрей Смирнов с музыкантами НП ЦДЮТ «Земляне» и Дмитрием Медведевым. 16.06.2012

24 сентября издан мини-альбом группы «Галактика» — «Последний летний день» с участием Смирнова.
17 декабря состоялся релиз альбома Беркута «Каждому своё», для которого Смирнов выполнил аранжировки, записал все гитарные и клавишные партии.
15 января 2013 года Смирнов был объявлен гитаристом немецкой группы U.D.O.. 3 мая был опубликован видеоклип U.D.O. на композицию «Metal Machine», в котором дебютировал обновленный состав коллектива.
14 мая вышел второй сольный альбом Смирнова под названием «Тонкая грань».
23 мая 2014 года на AFM Records был издан концертный альбом U.D.O. «Steelhammer — Live From Moscow» с участием Смирнова. 24 мая вышел альбом группы U.D.O. «Steelhammer», который стал дебютной работой Смирнова в составе этого коллектива.
25 ноября вышел дебютный альбом проекта Flash of Aggression «Seed Of Hate», в котором Смирнов выступил как соавтор, гитарист, басист и аранжировщик. Видео на композицию «Paper God» было представлено месяцем ранее. 16 декабря был опубликован новый видеоклип на заглавную композицию с готовящегося к выходу нового альбома U.D.O. «Decadent». 23 января 2015 года вышел альбом U.D.O. «Decadent». Смирнов принял участие не только в аранжировке, но и в сочинении песен.
17 февраля группа «Everlost» объявила о завершении работы над новым номерным альбомом под названием «V» и представила обложку и аудио-превью. 30 марта был опубликован видеоклип «Everlost» на новую композицию «Cut Me Loose». 31 июля был издан концерт группы U.D.O. «Navy Metal Night» c участием немецкого духового военного оркестра. 19 декабря Смирнов принял участие в концерте, посвященному ХХ-летию группы «Эпидемия» в качестве специальногно гостя. 30 декабря было опубликовано видео на композицию «The Unholy War» с готовящегося к выходу альбома Everlost «V».
1 февраля 2016 года на лейбле Metalism Records вышел 5-песенный мини-альбом Смирнова под названием «Gladiator».
31 мая группа «Everlost» выпустила видео на новую песню «The Machete Season». В середине февраля проект Dirkschneider, возглавляемый Удо Диркшнайдером отправился в мировой тур. Смирнов вошёл в состав в качестве гитариста. 6 октября группа «Everlost» отпраздновала свой 15-летний юбилей большим сольным концертов в Москве и официальным выходом нового альбома «V» на лейбле Mazzar Records. 28 октября вышел концертный альбом проекта Dirkschneider под названием «Back To The Roots», состоящий из классических песен группы Accept. 18 ноября вышел сингл «The Last Turn» коллектива «Abrin» с участием Смирнова в качестве гостевого соло-гитариста.
В 2017 году вышел сольный альбом Смирнова «Ballads», сбор средств на запись которого проходил на краудфандинговой платформе «Planeta». В записи приняли участие ведущие рок-вокалисты отечественной сцены: Вахтанг Задиев, Алексей Булгаков, Сергей Сергеев, Юлиана Савченко, Евгений Егоров и Олег Жиляков.
В 2018 году Смирнов собрал новый проект «Небеса». В состав также вошли Артур Беркут, Вахтанг Задиев («Abrin»), Иван Изотов (ех-«Эпидемия», ех-«Radio Чача»), Дмитрий Игнатьев («Tantal», «Everlost») и Сергей Серебренников («Everlost»). Группа дала концерты в сопровождении симфонического оркестра, исполняя как собственный материал, так и кавер-версии песен «Арии», «Iron Maiden».
Смирнов является эндорсером гитар ERG и ESP в России, AMT Electronics.

## Дискография

### Сольные альбомы
- 2012 – Adrenaline
- 2013 – Тонкая грань (EP)
- 2016 – Gladiator (EP)
- 2017 – Ballads
- 2021 – Samurai (сингл)
- 2021 – Dream It Out Loud (сингл)
- 2021 – Electric Gravity

### СEverlost
- 2002 – Suicidal Instincts (демо)
- 2004 – Bitterness of the Triumph
- 2006 – Noise Factory
- 2009 – Эклектика
- 2011 – Путь непокорных
- 2012 – Плавится воздух (EP)
- 2016 – V
- 2020 – Warrior (сингл)
- 2020 – Supernova (сингл)

Концертные альбомы
- 2018 – XV Years: Live in Moscow

### СU.D.O.
- 2013 – Steelhammer
- 2015 – Decadent
- 2018 – Steelfactory
- 2020 – We Are One [U.D.O. & Das Musikkorps der Bundeswehr]
- 2021 - Game Over
- 2023 - Touchdown

Концертные альбомы
- 2014 – Steelhammer: Live from Moscow
- 2015 – Navy Metal Night (with the Marinemusikkorps Nordsee)
- 2016 – Live: Back to the Roots [as Dirkschneider]
- 2017 – Live: Back to the Roots – Accepted! (Live in Brno) [as Dirkschneider]
- 2021 – Live in Bulgaria 2020 (Pandemic Survival Show)

### С Nebesa
- 2018 – Вперёд (сингл)
- 2019 – Обречённый (сингл)
- 2019 – Online

Концертные альбомы
- 2021 – Rock Legends: Live with Orchestra

### СЭпидемия
- 2007 – Эльфийская рукопись: Сказание на все времена
- 2010 – Дорога домой

### СMargenta
- 2009 – Дети Савонаролы
- 2013 – Sic Transit Gloria Mundi

### СМастер
- 2010 – VIII

### САртур Беркут
- 2012 – Каждому своё (EP)
- 2012 – Рождественская песня (сингл)

### СОльви
- 2009 – Последнее небо

### С Shadow Host
- 2004 – Prophecy (демо)
- 2005 – Curse of the Angeleye

### С Flash of Agression
- 2013 – Seed of Hate

### С Abrin
- 2016 – The Last Turn (сингл)
- 2017 – 1939 (сингл)
- 2018 – Hell On Earth

### С Галактика
- 2012 – Последний летний день (EP)

### С Д.И.В.А.
- 2008 – Ангел света

### Песни на групповых релизах,кавер-версии
| Год  | Группа   | Альбом                                  | Название песни            | Тип релиза / Комментарий                     |
| ---- | -------- | --------------------------------------- | ------------------------- | -------------------------------------------- |
| 2001 | Everlost | Suicidal Instincts (Demo)               | Without Judgment          | кавер на композицию группы Death             |
| 2006 | Everlost | Noise Factory                           | Be Quick or Be Dead       | кавер на композицию группы Iron Maiden       |
| 2010 | Everlost | Путь непокорных                         | Воля и Разум              | кавер на композицию группы Ария              |
| 2010 | Everlost | Путь непокорных                         | Set the World on Fire     | кавер на композицию группы E-Type            |
| 2011 | Everlost | A Tribute to Чёрный Обелиск. XXV        | Чёрный Обелиск            | кавер на композицию группы Чёрный обелиск    |
| 2011 | Everlost | Adrenaline совместно с Артуром Беркутом | Рожденный дышать свободой | песня (интернет-релиз) с сольного альбома    |
| 2012 | Everlost | Mastersland.com — 10 лет в сети         | Шагни За Край             | песня не вошедшая в альбом «Путь непокорных» |
| 2013 | Everlost | A Tribute To Мастер. XXV                | Тату                      | кавер на композицию группы Мастер            |

### DVD, видеоклипы

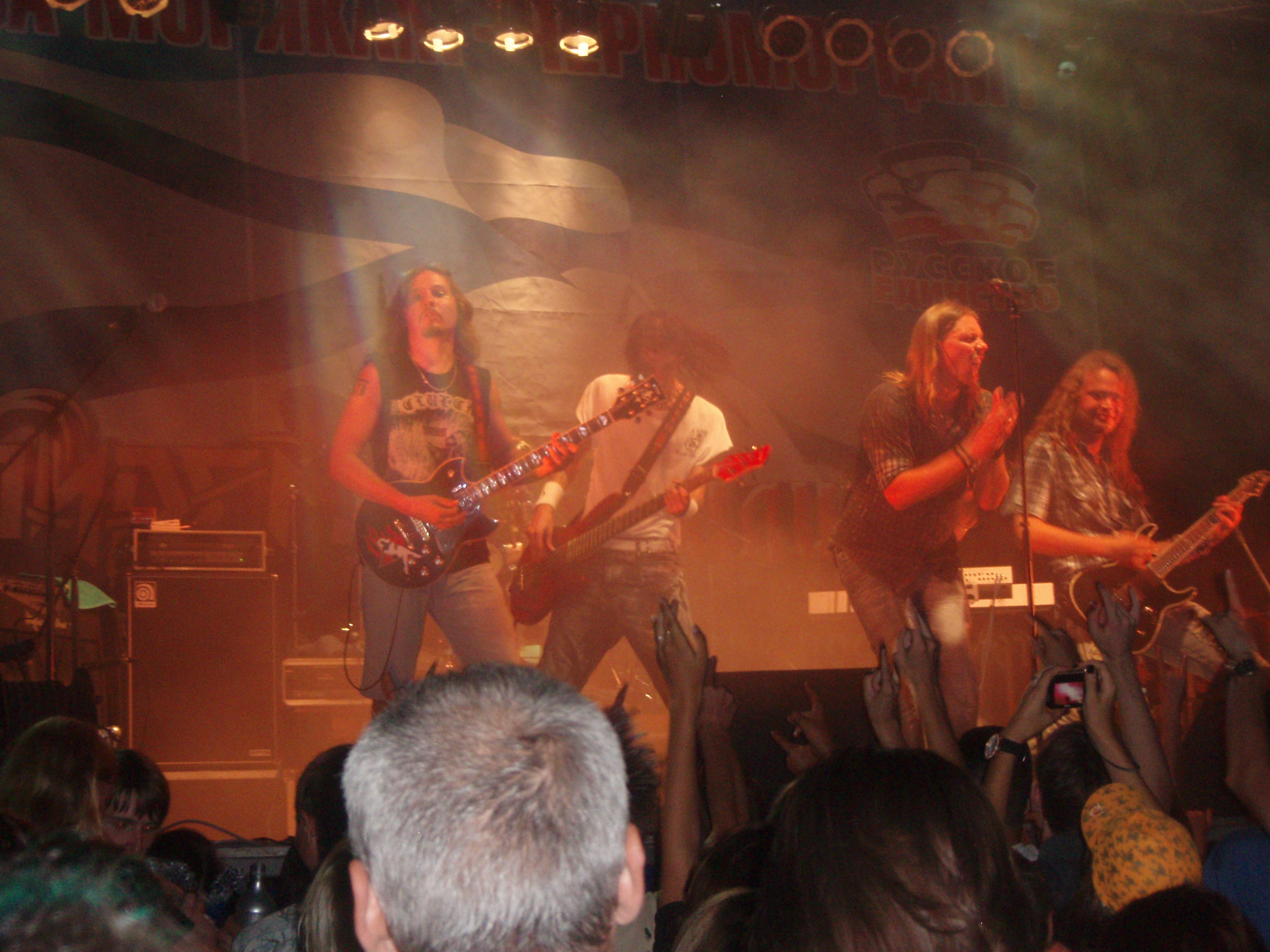

| Год  | Группа                                 | Название                               | Тип релиза           |
| ---- | -------------------------------------- | -------------------------------------- | -------------------- |
| 2005 | Everlost                               | Thought Inquisition                    | видеоклип            |
| 2007 | Everlost                               | Live Chronology: Demolishing the Stage | DVD                  |
| 2007 | Everlost                               | Synthetic Masterpiece                  | концертный видеоклип |
| 2009 | Everlost                               | Нет пощады                             | концертный видеоклип |
| 2009 | Everlost                               | День за днём                           | видеоклип            |
| 2010 | Everlost                               | Боги не слышат нас                     | видеоклип            |
| 2011 | Everlost                               | И кто теперь?                          | видеоклип            |
| 2011 | Everlost                               | В глубине кривых зеркал                | концертный видеоклип |
| 2012 | Everlost                               | Плавится воздух                        | видеоклип            |
| 2013 | U.D.O.                                 | Metal Machine                          | видеоклип            |
| 2013 | Flash Of Aggression                    | Paper God                              | видеоклип            |
| 2014 | U.D.O.                                 | Steelhammer — Live From Moscow         | DVD                  |
| 2014 | Everlost                               | Cut Me Loose                           | видеоклип            |
| 2014 | U.D.O.                                 | Decadent                               | видеоклип            |
| 2015 | U.D.O.                                 | Navy Metal Night                       | DVD                  |
| 2015 | U.D.O.                                 | Animal House                           | концертный видеоклип |
| 2017 | Dirkschneider                          | Living For Tonite                      | концертный видеоклип |
| 2017 | Dirkschneider                          | Restless And Wild                      | концертный видеоклип |
| 2017 | Dirkschneider                          | Live - Back To The Roots - Accepted!   | DVD                  |
| 2018 | U.D.O.                                 | One Heart One Soul                     | видеоклип            |
| 2018 | Небеса                                 | Время ветра                            | концертный видеоклип |
| 2019 | Небеса                                 | Любовь сильней, чем смерть             | концертный видеоклип |
| 2019 | Небеса                                 | Листья                                 | концертный видеоклип |
| 2019 | Небеса                                 | Рождённый дышать свободой              | концертный видеоклип |
| 2019 | Небеса                                 | Fear Of The Dark (Iron Maiden cover)   | концертный видеоклип |
| 2019 | Nebesa                                 | Навстречу Смерти                       | лирик-видео          |
| 2020 | Небеса                                 | В эту ночь                             | концертный видеоклип |
| 2020 | Everlost                               | Supernova                              | видеоклип            |
| 2020 | Everlost (feat. Max Morton)            | Pinball Map (In Flames cover)          | видеоклип            |
| 2020 | U.D.O. & Das Musikkorps der Bundeswehr | We Are One                             | видеоклип            |
| 2021 | U.D.O.                                 | Man And Machine                        | концертный видеоклип |
| 2021 | U.D.O.                                 | Wrong Side Of Midnight                 | концертный видеоклип |
| 2021 | Andrey Smirnov                         | Samurai                                | видеоклип            |
| 2021 | Andrey Smirnov                         | Dream It Out Loud                      | видеоклип            |